# Kasımpaşa Spor Kulübü
O Kasımpaşa Spor Kulübü (mais conhecido como Kasımpaşa) é um clube profissional de futebol turco com sede em Beyoğlu, Istambul, fundado em 1 de janeiro| de 1921. Atualmente disputa a Süper Lig.
As suas cores oficiais são o azul e o branco e manda seus jogos no Estádio Recep Tayyip Erdoğan, com capacidade para 14 234 espectadores.

## Títulos
- Taça Spor Toto Vencedor Da Copa da Liga dos clubes Turcos da 1° Divisão (Que não classificavam pras competições européias) [3] [4] : 1956–57
- Terceira Divisão Turca (3): 1988–89, 1996–97 e 2005–06

### Campanhas de Destaque
- Copa da Turquia (semifinais): 2016–17
- Vencedor dos Playoffs da Segunda Divisão Turca (3): 2006–07, 2008–09 e 2011–12

## Uniformes

### Uniformes atuais
| Primeiro Uniforme | Segundo Uniforme | Terceiro Uniforme | Quarto Uniforme |

### Uniformes anteriores

#### 2017-18
| Primeiro | Segundo | Terceiro | Quarto |

#### 2016-17
| Primeiro | Segundo | Terceiro | Quarto |

#### 2014-15
| Primeiro | Segundo | Terceiro |

#### 2013-14
| Primeiro | Segundo | Terceiro |

#### 2012-13
| Primeiro | Segundo |

## Elenco atual
Atualizado em 1 de abril de 2025.